# Grand Prix of Portland 2022
Der Grand Prix of Portland 2022 auf dem Kurs Portland International Raceway fand am 4. September 2022 statt und ging über eine Distanz von 110 Runden à 3,161 km. Es war der 16. Lauf zur IndyCar Series 2022.

## Bericht
Mit einer souveränen Fahrt konnte Scott McLaughlin (Team Penske) seinen dritten Sieg in der IndyCar-Serie feiern. Nach dem Start aus der Pole Position übernahm er die Führung vor Christian Lundgaard (Rahal Letterman Lanigan Racing). Von den 110 zu fahrenden Runden führte McLaughlin 104 Runden und gab die Spitze nur ab wegen den Boxenstopps. Die einzige Gelbphase im Rennen lösten Rinus VeeKay (Ed Carpenter Racing) aus, als er Jimmie Johnson (Chip Ganassi Racing) überrunden wollte. Veekay zog zu früh auf die Spur von Johnson zurück und drückte diesen in die Mauer.
Vor dem Saisonfinale in Monterey (CA) führte Will Power (Team Penske) die Meisterschaftstabelle an, obwohl er nur einen Sieg in Detroit verbuchen konnte in der laufenden Saison. Die Verfolger Josef Newgarden (Team Penske), bis anhin fünf Saisonsiege, und Scott Dixon (Chip Ganassi Racing) folgten mit 20 Punkten Rückstand. Dahinter Marcus Ericsson (Chip Ganassi Racing) und McLaughlin mit nur noch rechnerischen Chancen auf den Meistertitel.

## Klassifikationen

### Qualifying / Start
| Pos | Nr | Fahrer              | Team                                 | Motor     | Start |
| --- | -- | ------------------- | ------------------------------------ | --------- | ----- |
| 1   | 3  | Scott McLaughlin    | Team Penske                          | Chevrolet | 1     |
| 2   | 2  | Josef Newgarden     | Team Penske                          | Chevrolet | 8*    |
| 3   | 12 | Will Power          | Team Penske                          | Chevrolet | 2     |
| 4   | 30 | Christian Lundgaard | Rahal Letterman Lanigan Racing       | Honda     | 3     |
| 5   | 10 | Alex Palou          | Chip Ganassi Racing                  | Honda     | 4     |
| 6   | 5  | Pato O’Ward         | Arrow McLaren SP                     | Chevrolet | 5     |
| 7   | 7  | Felix Rosenqvist    | Arrow McLaren SP                     | Chevrolet | 6     |
| 8   | 26 | Colton Herta        | Andretti Autosport / Curb-Agajanian  | Honda     | 7     |
| 9   | 27 | Alexander Rossi     | Andretti Autosport                   | Honda     | 9     |
| 10  | 18 | David Malukas       | Dale Coyne Racing / HMD Motorsports  | Honda     | 10    |
| 11  | 15 | Graham Rahal        | Rahal Letterman Lanigan Racing       | Honda     | 11    |
| 12  | 21 | Rinus VeeKay        | Ed Carpenter Racing                  | Chevrolet | 12    |
| 13  | 14 | Kyle Kirkwood       | A. J. Foyt Enterprises               | Chevrolet | 13    |
| 14  | 77 | Callum Ilott        | Juncos Hollinger Racing              | Chevrolet | 14    |
| 15  | 28 | Romain Grosjean     | Andretti Autosport                   | Honda     | 15    |
| 16  | 9  | Scott Dixon         | Chip Ganassi Racing                  | Honda     | 16    |
| 17  | 45 | Jack Harvey         | Rahal Letterman Lanigan Racing       | Honda     | 17    |
| 18  | 8  | Marcus Ericsson     | Chip Ganassi Racing                  | Honda     | 18    |
| 19  | 60 | Simon Pagenaud      | Meyer Shank Racing                   | Honda     | 19    |
| 20  | 20 | Conor Daly          | Ed Carpenter Racing                  | Chevrolet | 20    |
| 21  | 06 | Hélio Castroneves   | Meyer Shank Racing                   | Honda     | 21    |
| 22  | 51 | Takuma Satō         | Dale Coyne Racing / Rick Ware Racing | Honda     | 22    |
| 23  | 48 | Jimmie Johnson      | Chip Ganassi Racing                  | Honda     | 23    |
| 24  | 29 | Devlin DeFrancesco  | Andretti Steinbrenner Autosport      | Honda     | 24    |
| 25  | 4  | Dalton Kellett      | A. J. Foyt Enterprises               | Chevrolet | 25    |

*Josef Newgarden erhielt wegen eines nicht genehmigten Motorwechsels eine Startplatzstrafe von sechs Plätzen.

### Endergebnis
| Pos | Nr | Fahrer                  | Team                                 | Motor     | Runden | Zeit/Rückstand | Boxenstopps | Startplatz | Führungsrunden | Punkte |
| --- | -- | ----------------------- | ------------------------------------ | --------- | ------ | -------------- | ----------- | ---------- | -------------- | ------ |
| 1   | 3  | Scott McLaughlin        | Team Penske                          | Chevrolet | 110    | 1:56:15.6892   | 3           | 1          | 104            | 54     |
| 2   | 12 | Will Power              | Team Penske                          | Chevrolet | 110    | 1.1792         | 3           | 2          | 2              | 41     |
| 3   | 9  | Scott Dixon             | Chip Ganassi Racing                  | Honda     | 110    | 1.6006         | 3           | 16         |                | 35     |
| 4   | 5  | Pato O’Ward             | Arrow McLaren SP                     | Chevrolet | 110    | 13.8892        | 3           | 5          |                | 32     |
| 5   | 15 | Graham Rahal            | Rahal Letterman Lanigan Racing       | Honda     | 110    | 14.8208        | 3           | 11         | 2              | 31     |
| 6   | 26 | Colton Herta            | Andretti Autosport / Curb-Agajanian  | Honda     | 110    | 16.3039        | 3           | 7          |                | 28     |
| 7   | 27 | Alexander Rossi         | Andretti Autosport                   | Honda     | 110    | 17.0044        | 3           | 9          |                | 26     |
| 8   | 2  | Josef Newgarden         | Team Penske                          | Chevrolet | 110    | 17.6062        | 3           | 8          |                | 24     |
| 9   | 77 | Callum Ilott (R)        | Juncos Hollinger Racing              | Chevrolet | 110    | 18.0978        | 3           | 14         | 1              | 23     |
| 10  | 7  | Felix Rosenqvist        | Arrow McLaren SP                     | Chevrolet | 110    | 18.6356        | 3           | 6          |                | 20     |
| 11  | 8  | Marcus Ericsson         | Chip Ganassi Racing                  | Honda     | 110    | 23.5169        | 3           | 18         |                | 19     |
| 12  | 10 | Alex Palou              | Chip Ganassi Racing                  | Honda     | 110    | 27.5282        | 3           | 4          |                | 18     |
| 13  | 14 | Kyle Kirkwood (R)       | A. J. Foyt Enterprises               | Chevrolet | 110    | 28.3322        | 3           | 13         |                | 17     |
| 14  | 18 | David Malukas (R)       | Dale Coyne Racing / HMD Motorsports  | Honda     | 110    | 29.0288        | 3           | 10         |                | 16     |
| 15  | 45 | Jack Harvey             | Rahal Letterman Lanigan Racing       | Honda     | 110    | 31.2329        | 3           | 17         |                | 15     |
| 16  | 29 | Devlin DeFrancesco (R)  | Andretti Steinbrenner Autosport      | Honda     | 110    | 32.5754        | 3           | 24         |                | 14     |
| 17  | 06 | Hélio Castroneves       | Meyer Shank Racing                   | Honda     | 110    | 33.8121        | 3           | 21         |                | 13     |
| 18  | 51 | Takuma Satō             | Dale Coyne Racing / Rick Ware Racing | Honda     | 110    | 34.0886        | 3           | 22         |                | 12     |
| 19  | 28 | Romain Grosjean         | Andretti Autosport                   | Honda     | 110    | 34.7299        | 3           | 15         |                | 11     |
| 20  | 21 | Rinus VeeKay            | Ed Carpenter Racing                  | Chevrolet | 110    | 35.4454        | 4           | 12         |                | 10     |
| 21  | 30 | Christian Lundgaard (R) | Rahal Letterman Lanigan Racing       | Honda     | 110    | 44.5500        | 4           | 3          | 1              | 10     |
| 22  | 4  | Dalton Kellett          | A. J. Foyt Enterprises               | Chevrolet | 109    | 1 Rd.          | 3           | 25         |                | 8      |
| 23  | 60 | Simon Pagenaud          | Meyer Shank Racing                   | Honda     | 100    | 10 Rd.         | 4           | 19         |                | 7      |
| 24  | 48 | Jimmie Johnson          | Chip Ganassi Racing                  | Honda     | 82     | Unfall         | 3           | 23         |                | 6      |
| 25  | 20 | Conor Daly              | Ed Carpenter Racing                  | Chevrolet | 67     | Technik        | 2           | 20         |                | 5      |

(R)=Rookie / 1 Gelbphase für insgesamt 4 Rd.